# Winter League IAAFL 2018
La Winter League IAAFL 2018 è  il torneo di football a 8 organizzato dalla IAAFL in collaborazione con l'AICS. Il torneo è iniziato il 14 ottobre 2018 ed è terminato il 15 dicembre 2018.
Gli Wildcats Cremona si sono ritirati dal torneo, perdendo quindi tutti gli incontri 2-0 a tavolino.

## Squadre partecipanti
| Club                            | Città    | Stadio | Sponsor ufficiale | Risultato nella stagione 2017 |
| ------------------------------- | -------- | ------ | ----------------- | ----------------------------- |
| Italian Football Academy Milano | Gaggiano |        |                   |                               |
| M-Unit Verona                   | Verona   |        |                   |                               |
| Old Lions Bergamo               | Bergamo  |        |                   |                               |
| Redskins Verona Academy         | Verona   |        |                   |                               |
| Waves Sanremo                   | Sanremo  |        |                   |                               |
| Wildcats Cremona                | Cremona  |        |                   |                               |

## Stagione regolare

### Calendario

#### 1ª giornata
| Pero 14 ottobre 2018, ore 14:00 CEST | Italian Football Academy Milano | 19 – 12 referto | Waves Sanremo | Stadio Comunale Gianni Brera |

| 14 ottobre 2018, ore 14:00 CEST | Wildcats Cremona | 0 – 2 (a tavolino) referto | M-Unit Verona |  |

#### 2ª giornata
| 21 ottobre 2018, ore 14:00 CEST | Old Lions Bergamo | 2 – 0 (a tavolino) referto | Wildcats Cremona |  |

#### 3ª giornata
| Verona 28 ottobre 2018, ore 14:00 CET | Redskins Verona Academy | 0 – 6 referto | Italian Football Academy Milano | C.S. Europa |

#### 4ª giornata
| Verona 4 novembre 2018, ore 14:00 CET | Redskins Verona Academy | 14 – 29 referto | Old Lions Bergamo | C.S. Europa |

| 4 novembre 2018, ore 14:00 CET | Wildcats Cremona | 0 – 2 (a tavolino) referto | Waves Sanremo |  |

#### 5ª giornata
| 11 novembre 2018, ore 14:00 CET | Italian Football Academy Milano | 2 – 0 (a tavolino) referto | Wildcats Cremona | Academy Milano Field |

| Lunetta 11 novembre 2018, ore 15:20 CET | M-Unit Verona | 19 – 9 referto | Redskins Verona Academy | Campo Sportivo Stefano Filippi |

#### 6ª giornata
| Sanremo 18 novembre 2018, ore 14:00 CET | Waves Sanremo | 16 – 20 referto | M-Unit Verona | Stadio di atletica Pian di Poma |

#### 7ª giornata
| Verona 25 novembre 2018, ore 14:00 CET | Redskins Verona Academy | 2 – 0 (a tavolino) referto | Wildcats Cremona | C.S. Europa |

| Bergamo 25 novembre 2018, ore 14:00 CET | Old Lions Bergamo | 14 – 7 referto | Italian Football Academy Milano | Lions Field |

#### 8ª giornata
| Pescantina 1º dicembre 2018, ore 19:00 CET | M-Unit Verona | 14 – 13 referto | Italian Football Academy Milano | Mastini Field |

| Sanremo 2 dicembre 2018, ore 14:00 CET | Waves Sanremo | 7 – 19 referto | Old Lions Bergamo | Stadio di atletica Pian di Poma |

#### 9ª giornata
| Bergamo 9 dicembre 2018, ore 14:00 CET | Old Lions Bergamo | 0 – 2 referto | M-Unit Verona | Lions Field |

| Sanremo 9 dicembre 2018, ore 14:00 CET | Waves Sanremo | 2 – 0 referto | Redskins Verona Academy | Stadio di atletica Pian di Poma |

### Classifica
- PCT = percentuale di vittorie, G = partite giocate, V = partite vinte, N = partite pareggiate, P = partite perse, PF = punti fatti, PS = punti subiti

| Pos. | Squadra                         | PCT   | G | V | N | P | PF | PS |
| ---- | ------------------------------- | ----- | - | - | - | - | -- | -- |
| 1    | M-Unit Verona                   | 1.000 | 5 | 5 | 0 | 0 | 57 | 38 |
| 2    | Old Lions Bergamo               | .800  | 5 | 4 | 0 | 1 | 64 | 30 |
| 3    | Italian Football Academy Milano | .600  | 5 | 3 | 0 | 2 | 47 | 40 |
| 4    | Waves Sanremo                   | .400  | 5 | 2 | 0 | 3 | 39 | 51 |
| 5    | Redskins Verona Academy         | .200  | 5 | 1 | 0 | 4 | 25 | 56 |
| 6    | Wildcats Cremona                | .000  | 5 | 0 | 0 | 5 | 0  | 10 |

## Winter Bowl
| 15 dicembre 2018, ore 13:00 CET | M-Unit Verona | 18 – 12 referto | Old Lions Bergamo |  |

## Verdetti
- M-Unit Verona Campioni Winter League IAAFL 2018.